# Carl Ulrich
Pour les articles homonymes, voir Ulrich.
Carl Ulrich (né le 28 janvier 1853 à Brunswick et mort le 12 avril 1933 à Offenbach-sur-le-Main) est un homme politique allemand et premier président de l'État populaire de Hesse (1919-1928).

## Biographie
Ulrich est le fils d'un cordonnier et apprend d'abord le métier du tournage des métaux. À partir de 1872, il entreprend un tour de compagnonnage qui le conduit finalement à Mannheim et Offenbach-sur-le-Main. Au cours de cette errance, il établit pour la première fois un contact intensif avec le mouvement ouvrier. Il apparaît publiquement comme orateur à Augsbourg pour la première fois.
En 1875, il participe comme l'un des plus jeunes délégués au congrès fondateur du Parti socialiste ouvrier en Allemagne. En 1875, Ulrich devient rédacteur en chef à plein temps du quotidien social-démocrate Neue Offenbacher, puis directeur général de l'imprimerie coopérative.
De 1885 à 1896, il représente la circonscription de la ville de Mayence dans la seconde chambre des États du grand-duché de Hesse (de) pendant quatre mandats électoraux.

## Offenbacher Abendblatt
En 1885, Ulrich est élu avec Franz Jöst (de) comme premier social-démocrate au parlement de l'État du Grand-duché de Hesse, auquel il appartient jusqu'en 1931.
En 1886, à la suite de la législation socialiste, le "procès des sociétés secrètes" a lieu devant le tribunal de district de Freiberg en Saxe. Les principaux membres du parti sont accusés d'être impliqués dans une association secrète. Ignaz Auer (de), August Bebel, Karl Frohme (de), Georg von Vollmar, Louis Viereck (de) et Carl Ulrich sont condamnés chacun à neuf mois et plusieurs autres prévenus à six mois de prison chacun.
Il reprend ensuite la société d'impression coopérative et devient directeur général et éditeur de l'Offenbacher Abendblatt. À la fin des années 1880, il devient le chef incontesté du parti du SPD de Hesse. De 1890 à 1903 et de nouveau de 1907 à 1930, il est également député du Reichstag. De 1896 à 1918, il est également conseiller municipal d'Offenbach.

## Ministre-président de Hesse

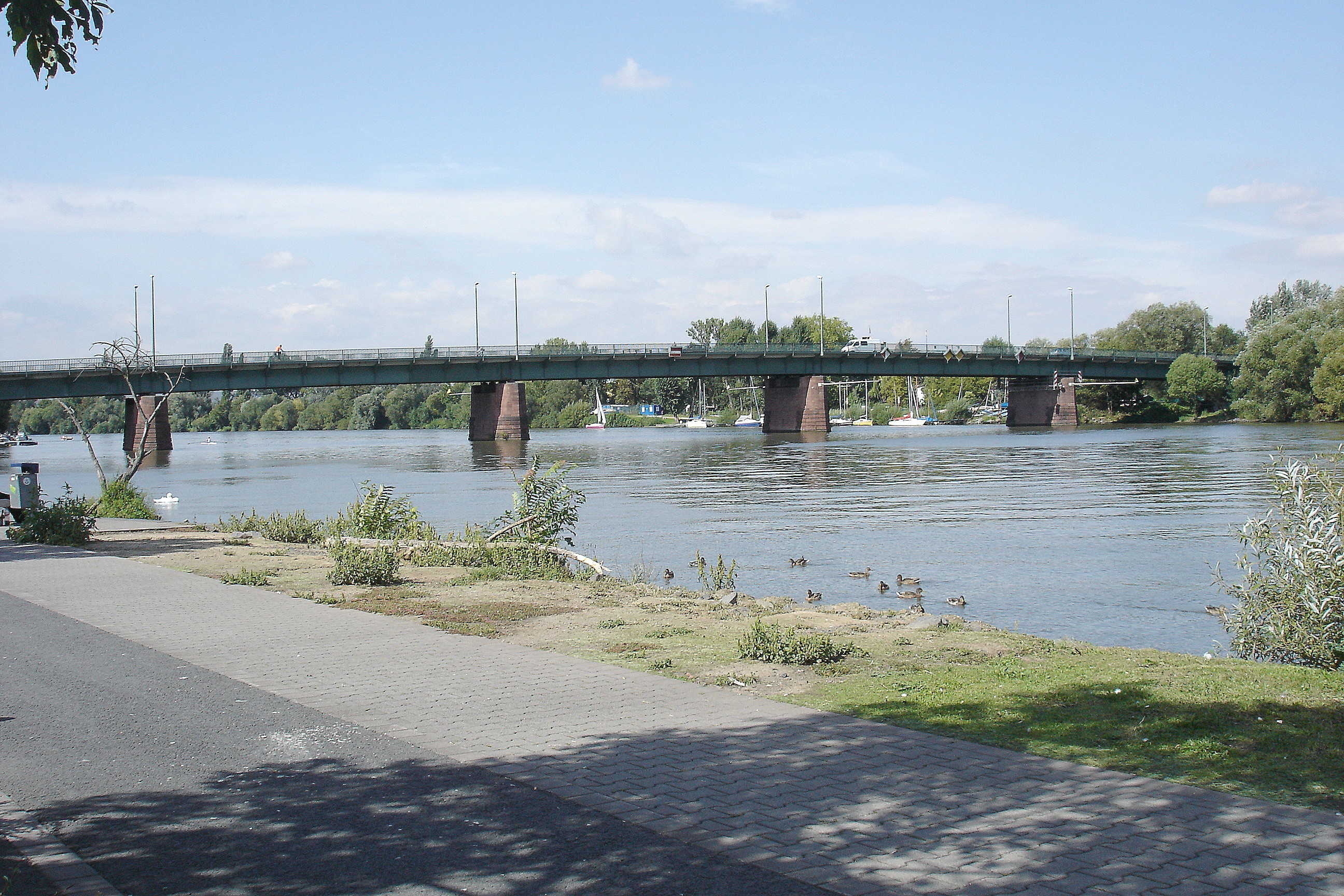
à Offenbach-sur-le-Main

Après la fin de la Première Guerre mondiale, Ulrich est élu ministre-président de l'État populaire de Hesse le 21 février 1919. Après l'entrée en vigueur de la nouvelle constitution de l'État. Il prête serment en tant que président de l'État, le nouveau nom du chef de l'État hessois, le 20 mars 1920. Pendant son mandat, l'école élémentaire générale est introduite, entre autres, dans la région de l'État. En 1928, à l'âge de 75 ans, il cède le poste de président au social-démocrate Bernhard Adelung (de).

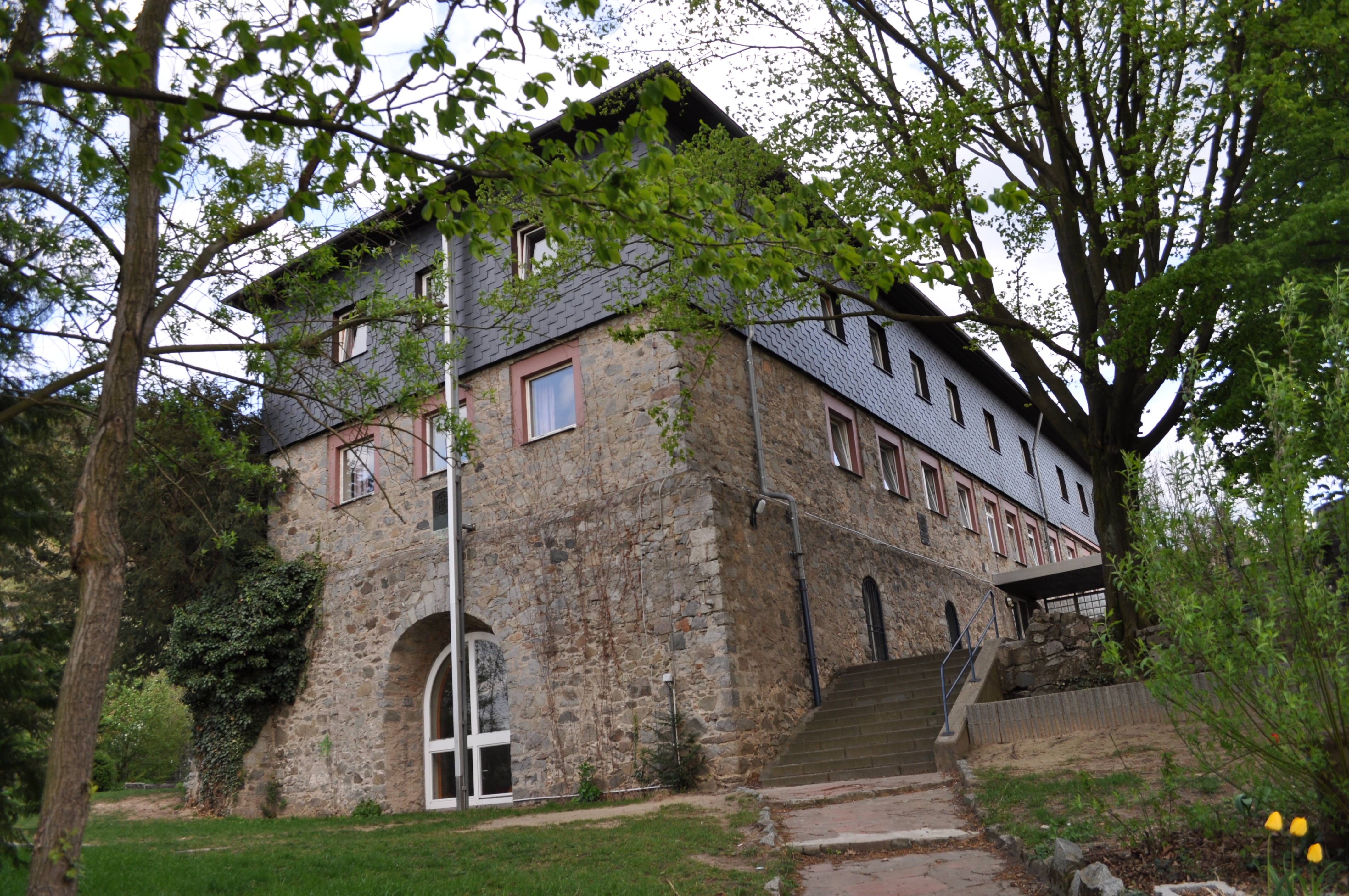
Auberge de jeunesse Carl-Ulrich à Zwingenberg

Il est le titulaire du mandat le plus ancien (si l'on additionne les niveaux du Reich et du Land), devant August Bebel et Richard Stücklen.
Carl Ulrich décède à l'hôpital de la ville d'Offenbach. Il est enterré dans l'ancien cimetière d'Offenbach am Main (de). Le pont principal entre le centre-ville d'Offenbach et Francfort-Fechenheim, le pont Carl-Ulrich (de), le Carl-Ulrich-Siedlung à Offenbach et l'auberge de jeunesse  Carl-Ulrich à Zwingenberg portent son nom.